# 商長麻呂
商長 麻呂（あきおさ の まろ、生没年不詳）は、奈良時代の防人。駿河国（現在の静岡県）の人。姓は首。
商長氏（商長首）は商人の長を意味し、権衡（はかり）を掌った氏族。『新撰姓氏録』では上毛野氏の同族で多奇波世君の後裔とするが、渡来系氏族とする説もある。
麻呂は天平勝宝7歳（755年）2月、防人として筑紫に派遣される。『万葉集』に1首入集。
- 忘らむて野ゆき山ゆき我来れど我が父母は忘れせのかも（万葉集20-4344）